# Svilna pot v gorovju Tjanšan
Svilna pot v gorovju Tjanšan ali Mreža poti koridorja Čangan-Tjanšan je na Unescovem seznamu svetovne dediščine, ki zajema del Čangan-Tjanšan starodavne svilne poti in zgodovinska mesta ob poti. 22. junija 2014 je UNESCO določil 5000 km dolg odsek Svilne poti od osrednje Kitajske do regije Džetisu v osrednji Aziji kot območje svetovne dediščine. Koridor zajema Kitajsko, Kazahstan in Kirgizistan ter vključuje 33 novih območij in več predhodno določenih območij dediščine.

## Zgodovina
Leta 1988 je UNESCO začel s študijo Svilne poti, da bi spodbudil razumevanje kulturne difuzije po Evraziji in zaščito kulturne dediščine. Avgusta 2006 sta Unesco in Državna uprava za kulturno dediščino Ljudske republike Kitajske sosponzorirala konferenco v Turpanu v Šindžjangu o usklajevanju vlog za razglasitev Svilne poti za območje svetovne dediščine. Na tej konferenci so se Kitajska in pet srednjeazijskih republik, Kazahstan, Kirgizistan, Tadžikistan, Uzbekistan in Turkmenistan dogovorile, da bodo leta 2010 podale skupno vlogo. Šest držav je leta 2009 oblikovalo usklajevalni odbor za pripravo skupne prijave.
28. marca 2008 je Kitajska Unescu predložila okvirni seznam 48 območij Svilne poti, ki jih je treba obravnavati kot kulturno dediščino. Ta mesta so bila razdeljena na kopenska območja Svilne poti v Henanu, Šaanšiju, Činghaju in provinci Gansu, avtonomni regiji Ningšja Hui in Avtonomni pokrajini Šindžjang-Ujgur ter na pomorska mesta Svilne poti v Ningboju, provinci Džedžjang in Čuandžouju, provinci Fudžjan. 2. maja 2008 je Iran predložil okvirni seznam območij Svilne poti v provinci Horasan. 3. januarja 2010 je Turkmenistan predložil seznam 29 območij vzdolž 11 odsekov Svilne poti. 20. januarja 2010 je Indija predložila okvirni seznam območij Svilne poti, razdeljen na 12 komponent. 19. februarja 2010 je Kirgizistan predložil seznam šestih območij, Uzbekistan pa seznam z 18 območji. Kazahstanski okvirni seznam je bil predložen 3. maja 2012.
Konec leta 2011 je Unesco predlagal, da se zaradi velikega obsega projekta Svilne poti aplikacija razdeli na koridorje. Decembra 2011 so se Kitajska, Kazahstan in Kirgizistan dogovorili, da bodo skupaj zaprosili za en koridor iz osrednje Kitajske čez pogorje Tjanšan in vsaka država je imenovala enega vladnega uradnika, enega arheologa in nacionalni odbor za prijavo. Tadžikistan, Uzbekistan in Turkmenistan so pripravljeni zaprositi za še en koridor. Leta 2013 je Kirgizistan dokončal vlogo za koridor Čangan-Tjanšan in jo uradno oddal. Vseboval je 22 lokacij na Kitajskem, 8 lokacij v Kazahstanu in 3 lokacije v Kirgizistanu. Vsaka država članica Unesca lahko vloži eno vlogo na leto, Kitajska pa je vložila vlogo za Veliki kanal. Prvotna mesta, ki jih je predlagala Kitajska, so bila bistveno spremenjena za to aplikacijo. Mesta v Avtonomni pokrajini Ningšja Hui in povezana s pomorsko Svilno potjo so bila odstranjena. Kitajski organizatorji so povedali, da bo več mest, ki niso vključena v prijavo, morda predloženih v prihodnosti.
22. junija 2014 je bila na 38. zasedanju Odbora za svetovno dediščino v Dohi v Katarju odobrena vloga za koridor Čangan-Tjanšan.

## Lokacije
Koridor Čangan-Tjanšan na Svilni poti, ki ga je junija 2014 odobril Odbor za svetovno dediščino kot območje št. 1442, sestavlja 33 na novo določenih območij na Kitajskem, v Kazahstanu in Kirgizistanu. Območja vključujejo prestolnice in komplekse palač različnih imperijev in kraljestev, trgovske naselbine, budistične jamske templje, starodavne poti, poštne postaje, gorske prelaze, svetilne stolpe, odseke Velikega zidu, utrdbe, grobnice in verske zgradbe. Skupaj 33 območij pokriva površino 42.668,16 ha in ima varovalni pas 189.963,13 ha.
ICOMOS je območja kategoriziral v štiri regije vzdolž Svilne poti, ki je ocenil primernost za vpis svetovne dediščine:
Centralna Kitajska - starodavne cesarske prestolnice v osrednji in Guandžong ravnici Kitajske.
- Mesto Luojang od dinastije Vzhodni Han do Severni Vei, Luojang, provinca Henan
- Dingding Gate, mesto Luojang dinastij Sui in Tang, Luojang
- Prelaz Hangu, okrožje Šinan, Henan
- Odsek Šihao poti Šiaohan, Sanmenšja, Henan
- Palača Veijang, Šjan, Šaanši
- Palača Daming, Šjan
- Velikanska pagoda divjih gosi, Šjan
- Mala pagoda divjih gosi, Šjan
- Tempelj Šingdžjao, Šjan
- Jamski tempelj Bin, okrožje Bin, Šaanši
- Grobnica Džang Čjan, Čengu, Šaanši
- Kompleks jamskega templja Maidžišan, Tjanšui, Gansu

Heši koridor v provinci Gansu, ki povezuje Kitajsko in Šindžjang
- Jamski tempelj Bingling, Jongdžang
- Prelaz Jumen, Dunhuang
- Poštna postaja Šuančuandži, Dunhuang
- Ruševine mesta Suojang, Guadžou

Severno in južno od gorovja Tjanšan v Šindžjangu na Kitajskem
- Ruševine mesta Čočo (Gaočang), Turpan
- Ruševine Džjaohe, Turpan
- Ruševine mesta Bešbalik (Beiting), Džimsar
- Svetilnik Kizil Gaha, Kuča
- Jame Kizil, Kuča
- Ruševine budističnega templja Subaš, Kuča

Regija Džetisu v dolinah Ili in Talas v Kazahstanu in dolina Čüj v Kirgizistanu
- Najdišče Kajalik, regija Almati, Kazahstan
- Karamergen, regija Almati, Kazahstan
- Talgar, regija Almati, Kazahstan
- Aktobe, regija Džambil, Kazahstan
- Kulan, regija Džambil, Kazahstan
- Akirtas, regija Džambil, Kazahstan
- Ornek, regija Džambil, Kazahstan
- Kostobe, Jambyl Region, Kazahstan
- Mesto Sujab (najdišče Ak-Bešim), regija Chüy, Kirgizistan
- Mesto Balasagun (najdišče Burana), regija Čüj, Kirgizistan
- Mesto Nevaket (najdišče Krasnaja Rečka), regija Čüj, Kirgizistan

Druga mesta na koridorju Čangan-Tjanšan so jame Mogao v Dunhuangu, ki so bile že leta 1987 vpisane na seznam svetovne dediščine, in jame Longmen v Luojangu, ki so bile že leta 2000 vpisane na seznam svetovne dediščine.